# E 669.2型电力机车
E 669.2型电力机车是捷克斯洛伐克国家铁路（ČSD）的电力机车车型之一，由斯柯达公司于1960年代中期设计制造，是在E 669.1型电力机车基础上改进而成的六轴货运电力机车，适用于供电制式为3千伏直流电的电气化铁路。1988年，捷克斯洛伐克根据国际铁路联盟的建议对国内机车型号进行重新编制，E 669.2型电力机车改称182型电力机车。

## 运用

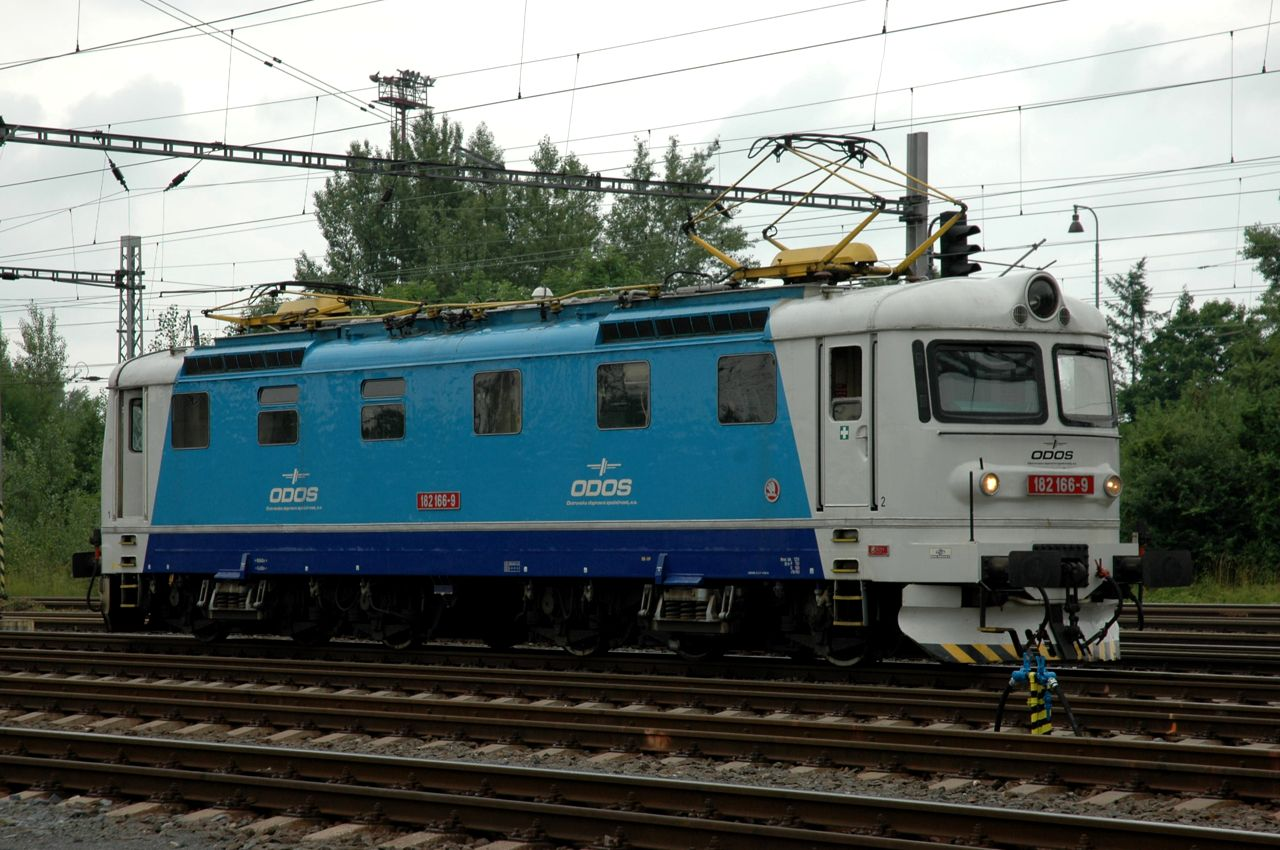
捷克ODOS铁路货运公司的182型电力机车

1993年1月，捷克斯洛伐克联邦解体，各地的182型电力机车也分别被后继的捷克国铁（ČD）和斯洛伐克国铁（ŽSR）接收。数年以后，斯洛伐克国铁的大部分181、182型电力机车均被转移到捷克的捷克特热博瓦机务段，主要担当贝奈斯、贝劳恩、布拉格、斯塔雷梅斯托和普热罗夫之间的货运牵引任务。至2000年代中期，捷克国铁和斯洛伐克国铁已基本停止使用182型电力机车，部分机车经整修后被转售或出租给一些民营铁路货运公司使用。

## 技术特点
与E 669.1型电力机车相比，E 669.2型电力机车仅仅作出了相当少的改进，两者结构大致相同。机车采用双端司机室的钢结构焊接车体，车体中部为机械间，机车车顶设有两台双臂式受电弓。机车采用直流牵引电动机，对牵引电机采用串—并联换接、增减串联电阻进行调速，共设有42个运行级位。机车走行部为两台三轴转向架，轮对轴距比E 669.1型电力机车略为缩短，以改善小半径曲线通过性能、减少轮缘磨耗。转向架具有中央支承，一系悬挂装置由均衡梁和钢弹簧组成，二系悬挂装置由中央支承和二系弹簧旁承组成，二系弹簧旁承早期采用螺旋圆弹簧。E 669.2型机车的整体重量比E 669.1型机车减轻了4.2吨，轴重调整为20吨。